# John M. Belk
John Montgomery Belk (29 de marzo de 1920-17 de agosto de 2007) fue un político y empresario estadounidense. Fue director de la cadena de grandes almacenes Belk, Inc., y como miembro del Partido Demócrata, se desempeñó como alcalde de Charlotte, Carolina del Norte durante cuatro mandatos (1969-1977). Era hijo de William Henry Belk, quien fundó la primera tienda Belk en Monroe, Carolina del Norte, en 1888.

## Biografía
Fue el alcalde de la ciudad de Charlotte con más años de servicio hasta que Pat McCrory fue elegido para un quinto mandato. McCrory finalmente dejó el cargo en 2009, después de su séptimo período récord. Cuando Belk fue reelegido por cuarta vez, empató a su predecesor inmediato, Stanford R. Brookshire, por la mayor cantidad de mandatos como alcalde (Brookshire fue el alcalde de 1961 a 1969), pero un cambio en la ley estatal extendió el mandato de Belk seis meses más que el de Brookshire.
Antes de ser alcalde, Belk se desempeñó en la administración de Brookshire como presidente de la Cámara de Comercio de Charlotte.
La autopista John Belk, parte de la autopista interestatal 277, lleva su nombre en honor a él y se conecta a la autopista Brookshire, también parte de la I-277. Además, Brookshire & Belk: Businessmen in City Hall, un libro escrito por Alex Coffin, narra los logros de los dos exalcaldes durante sus ocho mandatos combinados.
Belk también fue miembro del consejo de administración de su alma mater, Davidson College, durante casi 50 años. El estadio deportivo de Davidson se llama John M. Belk Arena en su honor.